# Golfe de Musura

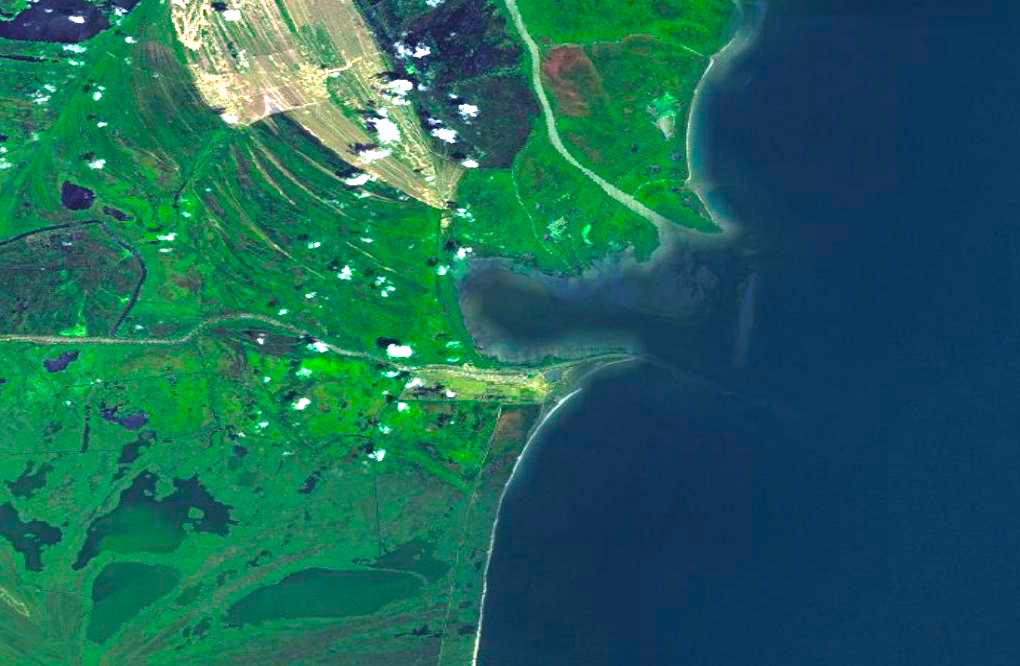
Le golfe de Musura, aux bouches du Danube.

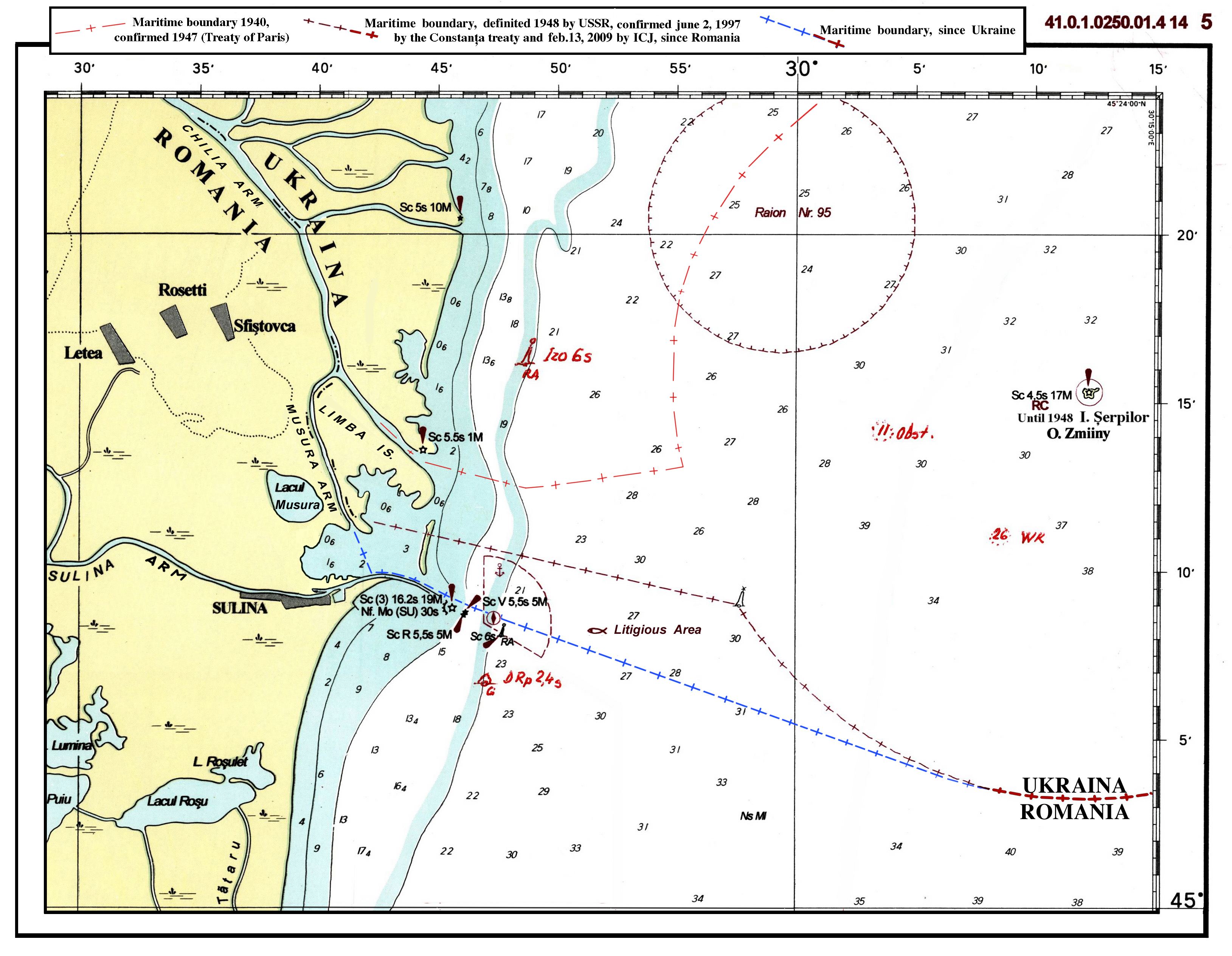
La frontière maritime en litige entre la Roumanie et l'Ukraine devant le golfe de Musura.

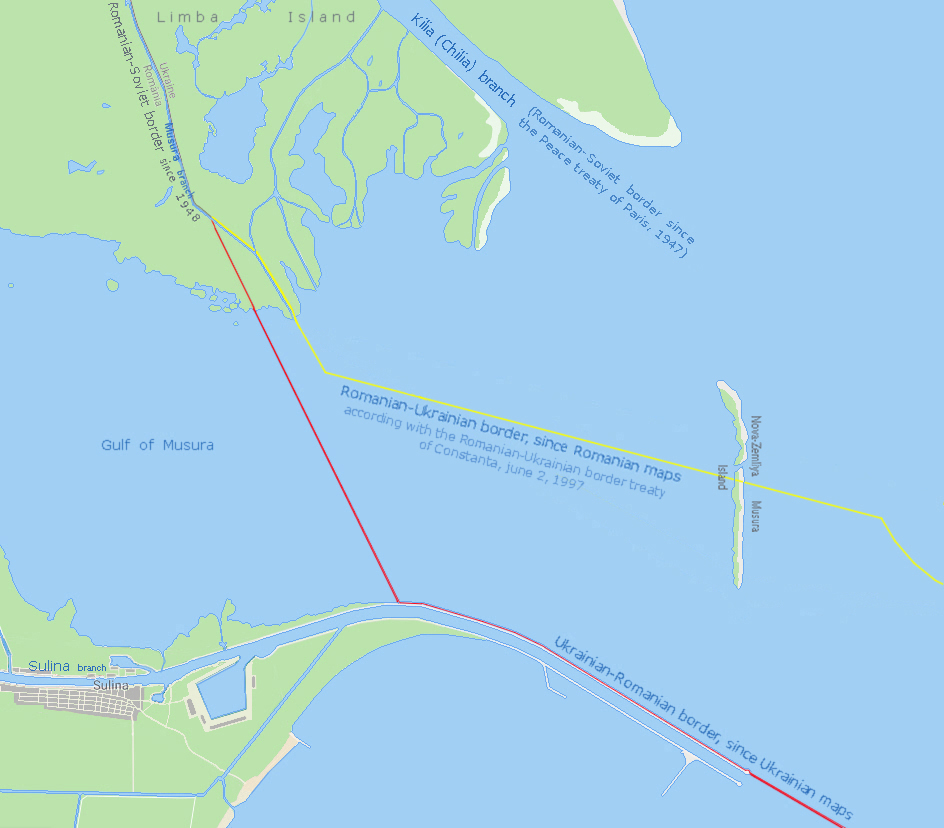
Détail du golfe d'après les photos de la NASA de 2010.

Le golfe de Musura est une baie de la côte occidentale de la mer Noire, située aux bouches du Danube, entre les embouchures des bras danubiens de Chilia et de Sulina, à la frontière roumano-ukrainienne, et donc de l'Union européenne, et dont une partie est en litige.

## Hydrologie
Le golfe de Musura est en train de se transformer en liman en raison du rapide alluvionnement et de la sédimentation qui font progresser le delta secondaire du bras de Chilia en direction de Sulina. Les hydrologues et géomorphologues estiment que, sauf inversion ou arrêt du processus, celui-ci sera achevé vers 2050. À ce moment, le cordon littoral qui s'allonge entre l'embouchure de Chilia et celle de Sulina sera entièrement émergé et aura séparé le golfe, devenu étang, du large. L'eau du golfe de Musura est saumâtre : on y relève environ 8 grammes de sel par litre (au lieu de 35 dans l'eau de mer en moyenne mondiale).

## Litige
Le litige a deux sources, l'une naturelle, l'autre historique.
La source naturelle du litige est l'alluvionnement, qui agrandit vers l'est et surtout vers le sud le delta secondaire du bras de Chilia, ukrainien. À partir de 2008 mais surtout après 2010, alors que son gouvernement était pro-russe, l'Ukraine a posé des balises-frontière le long de la digue nord du chenal de Sulina, balises que la marine roumaine a enlevé peu après. Ces opérations se sont répétées à plusieurs reprises ensuite.
La source historique du litige se trouve dans l'annexion soviétique de 1948 au détriment d'un pays alors son allié, la république populaire roumaine, au mépris du Traité de Paix de Paris de 1947, qui fixait la frontière soviéto-roumaine sur le « thalweg » du bras de Chilia, de l'origine de celui-ci jusqu'à son embouchure. Ni l'assemblée nationale roumaine ni le soviet suprême n'ont jamais ratifié cette annexion. Pour l'entériner, il faudra les pressions de l'OTAN (pour la stabilité de sa zone d'influence à l'Est, au contact de la zone d'influence de la Russie) sur la Roumanie, et la signature consécutive du traité frontalier bilatéral roumano-ukrainien de Constanza du 2 juin 1997. Ce traité laissait définitivement à l'Ukraine (état héritier de l'Union soviétique) six îles annexées en 1948 : cinq (Dalerul mare, Dalerul mic, Coasta-Dracului dite aussi Tataru Mic, l'îlot Maican et l'île Limba à l'embouchure) se trouvent sur le Bras de Chilia du Danube mais au sud du thalweg (ce qui empêche les navires roumains de fort tonnage d'y naviguer), la sixième étant l'Île des Serpents en mer Noire, avec ses eaux territoriales, elles-mêmes délimitées le 3 février 2009 par la Cour internationale de justice de La Haye.
Le golfe de Musura n'est pas cité dans le document de la C.I.J., étant sous-entendu qu'à cet endroit la frontière était déjà délimitée dès le traité de Constanza du 2 juin 1997. Or la Roumanie et l'Ukraine ne sont pas d'accord sur le tracé à cet endroit :
- pour la Roumanie, ce tracé va de l'embouchure du canal de Musura (délimitant depuis 1948 l'île ukrainienne de Limba sur la rive droite du bras de Chilia) jusqu'au cordon littoral en formation (appelé insula Musura en roumain et Нова земля Nova zemlia, « nouvelle-terre » en ukrainien) qu'elle partage en deux parties égales, sans toucher la digue nord du chenal de Sulina ;
- pour l'Ukraine le tracé prolonge l'axe du canal de Musura jusqu'à la digue nord du chenal de Sulina, puis longe celle-ci et se prolonge en mer jusqu'aux eaux territoriales de l'île des Serpents, plus au sud que selon les cartes roumaines ; s'il était officialisé de jure, ce tracé empêcherait l'accès au large des pêcheurs roumains du golfe de Musura et l'accès à ce golfe pour les barges d'entretien de la digue, qui ne pourraient plus étayer la digue du côté extérieur Nord (le plus exposé aux lames) et ne pourraient accéder à la digue qu'à partir du chenal, gênant ainsi la navigation[3].

La Roumanie s'étant fortement impliquée dans l'aide à l'Ukraine face à l'agression subie par cette dernière en 2022, il est possible que cela favorise la résolution du litige sur la base du traité de Constanza du 2 juin 1997,.